# Chagres
Chagres (španělsky Río Chagres [Čagres]) je řeka v Panamě, která je částečně součástí Panamského průplavu. Protéká centrální částí Panamy a ústí do Karibského moře.

## Využití
Už od příchodu Evropanů na americký kontinent je řeka ekonomicky využívána. Byla důležitou dopravní tepnou, kterou využívali již španělští kolonizátoři, když byla Panama španělskou kolonií. Stříbro, zlato a další zboží, které putovalo z jihoamerických kolonií do Španělska, bývalo přiváženo na lodích do Ciudad de Panamá, kde bylo překládano na muly a převáženo přes Panamskou šíji na pobřeží Karibiku. Jedna z přepravních cest přes panamskou pevninu vedla do vnitrozemského města Venta de Cruces, které leželo na břehu řeky a kam mohly proti proudu doplout přepravní lodě. Na ochranu lodí před piráty a korzáry byla při ústí řeky postavena v roce 1597 pevnost San Lorenzo. Tato cesta se jmenovala Camino de Cruces.
Dnes hraje řeka nezastupitelnou roli ve fungování Panamského průplavu. Na řece jsou postaveny dvě přehradní nádrže. Na dolním toku stojí hráz Gatún, která dala vzniknout přehradní nádrži nazvané Gatúnské jezero, přes kterou proplouvají velké oceánské lodě a jejíž vody zatopily původní město Venta de Cruces. U hráze této nádrže funguje vodní elektrárna, která dodává elektřinu na manipulaci s vraty a zdymadly průplavu. Na horním toku řeky se nachází hráz Maddam, za níž vznikla vyrovnávací přehradní nádrž nazvaná Alajuela. Jejím úkolem je vyrovnávat přítok vody do Gatúnského jezera a výroba elektřiny v místní vodní elektrárně.

## Fotogalerie

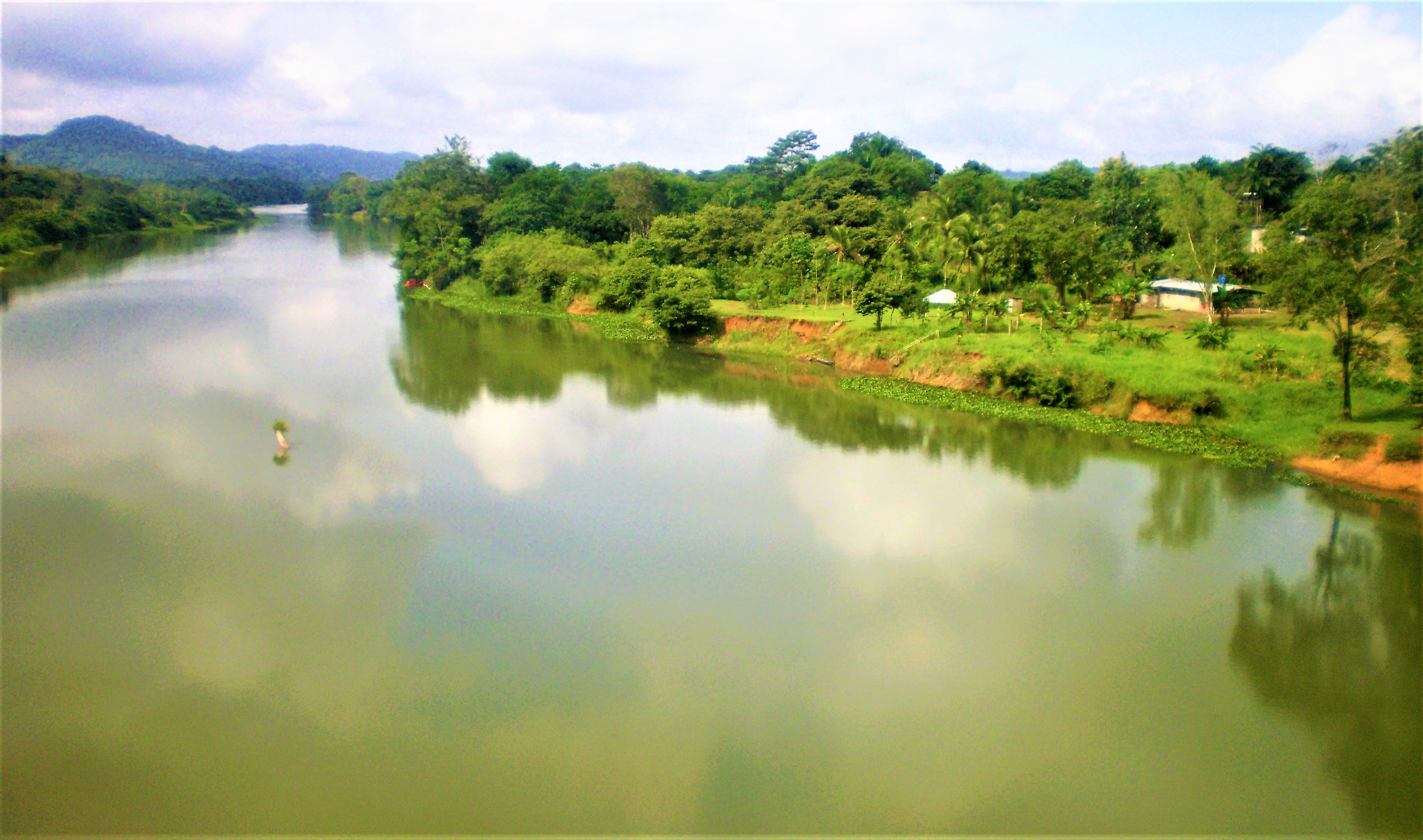
řeka Chagres
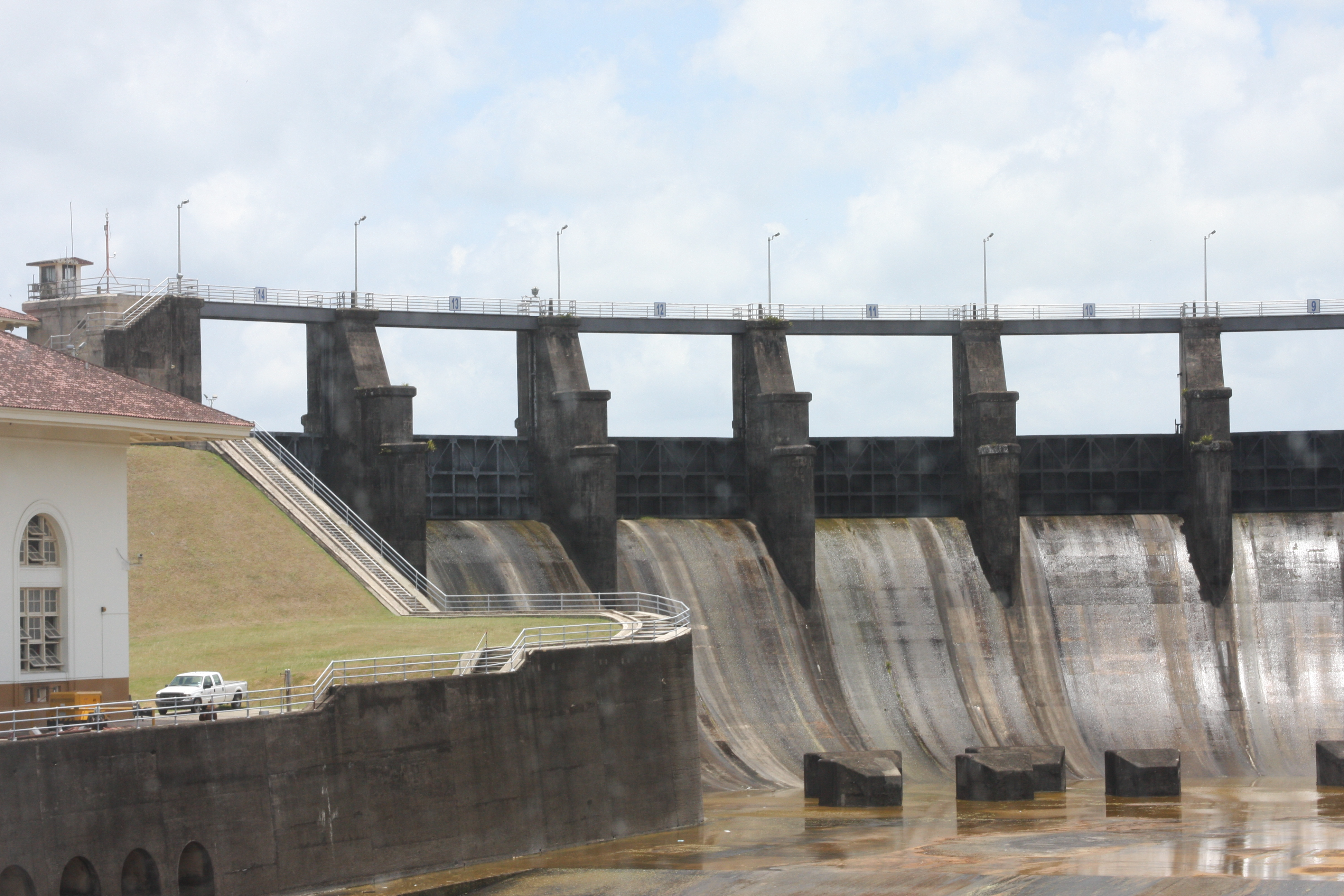
hráz Gatún
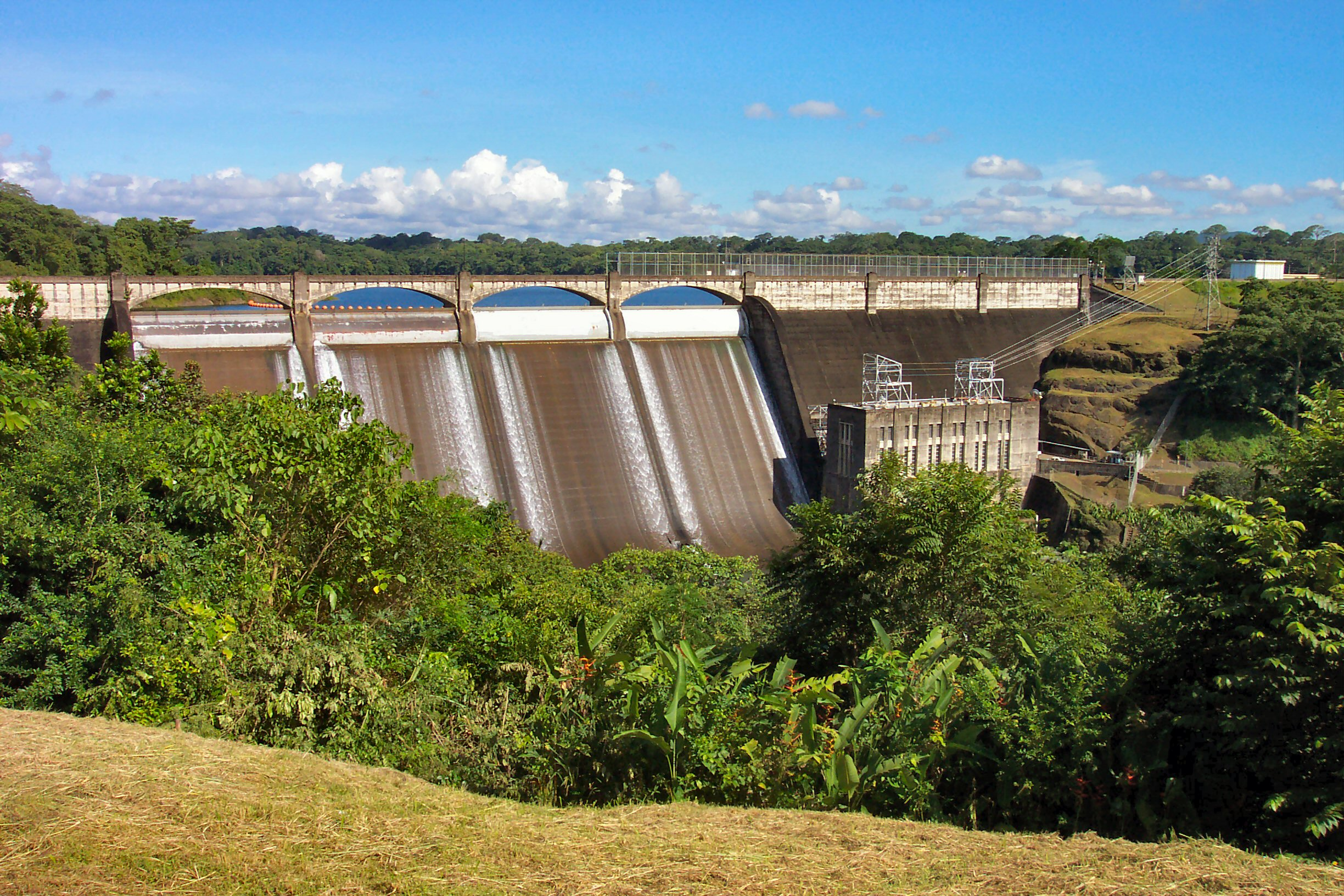
hráz Maddam